# Baltasar Temiño de Bañuelos
Baltasar Temiño de Bañuelos o de Velasco (Bañuelos de Bureba, ca. 1530 - Zacatecas, ca. 1600) fue un noble, militar y minero español, teniente de capitán general del Reino de la Nueva Galicia, fundador y copropietario de las minas de Zacatecas, mayores productoras de plata en los siglos XVII y XVIII en el mundo. Su efigie se encuentra representada en el actual escudo de armas de la ciudad y estado de Zacatecas. 

## Origen
Nació en Bañuelos de Bureba hacia 1530, como tercero de los seis hijos del burgalés Diego Velasco de Temiño, alcaide de la fortaleza de Haro y del castillo de los Palacios y Villafranca, caballero del duque de Frías transferido a Sevilla, donde fue privado del duque de Arcos, y de la sevillana Francisca de Alcocer, a quienes se les otorgó una encomienda en La Española. En 1561, su hermano fray Diego Temiño de Velasco tramitó en Valladolid ejecutoria de nobleza e hidalguía confirmándolos como "nobles caballeros hijosdalgos de la Casa Fuerte de Temiño" en legítima sucesión al mayorazgo de Temiño de Velasco fundado por sus abuelos en 1470,  por entonces en posesión de su tío Sancho Temiño de Velasco, señor de la Casa de Temiño y gobernador de Salas de los Infantes por el condestable de Castilla. Sus abuelos paternos, fundadores del mayorazgo, fueron Alfonso Ruiz de Temiño, señor de la Casa de Temiño y alcaide del castillo de Pedraza por el I duque de Frías, y Sancha de Velasco hija de Sancho Sánchez de Velasco, señor de Villamorón y comendador de Castroverde en la Orden de Santiago (nieto de Pedro Fernández de Velasco, señor de la Casa de Velasco).

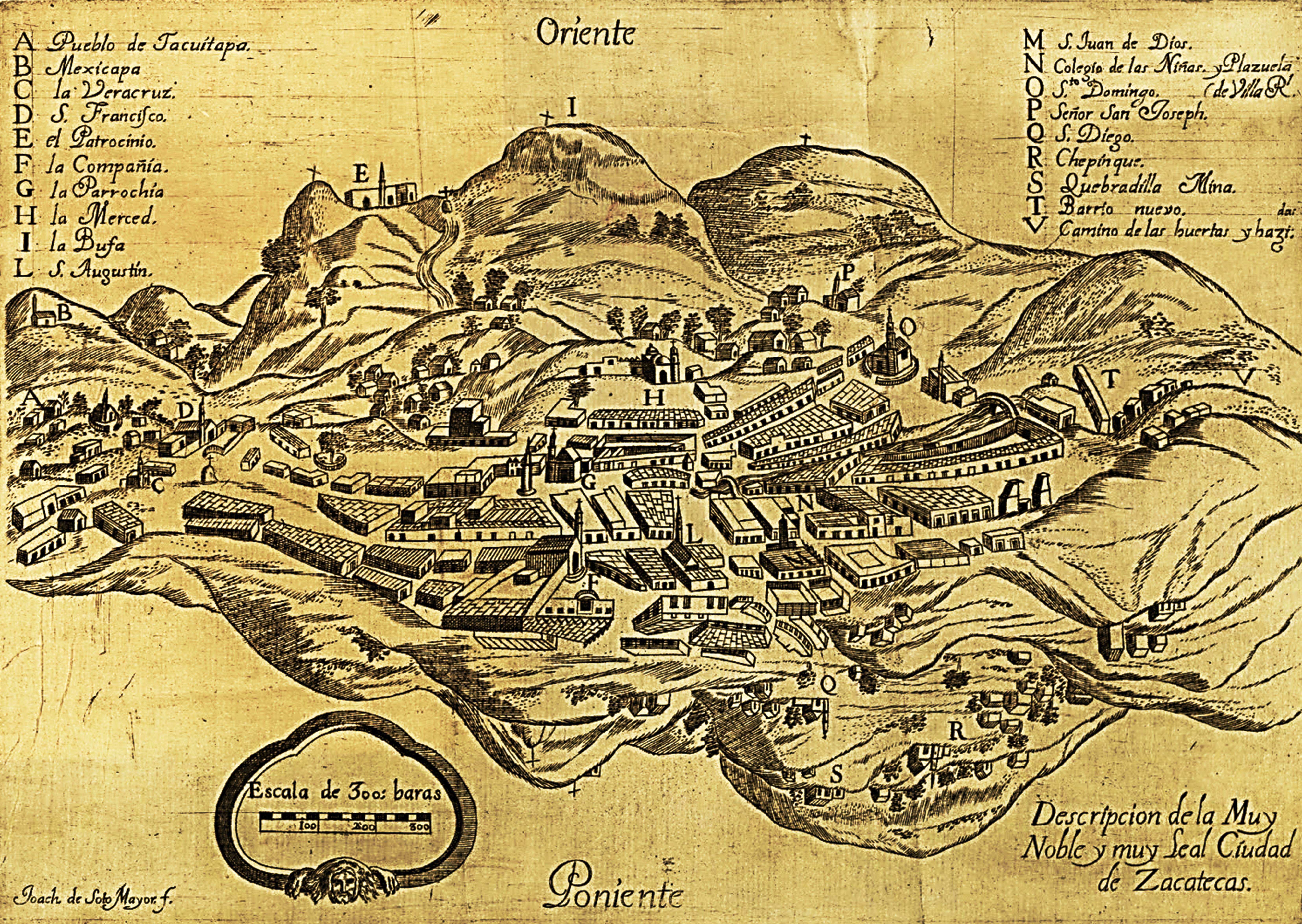
Vista de Zacatecas en el por el conde de Santiago de la Laguna.

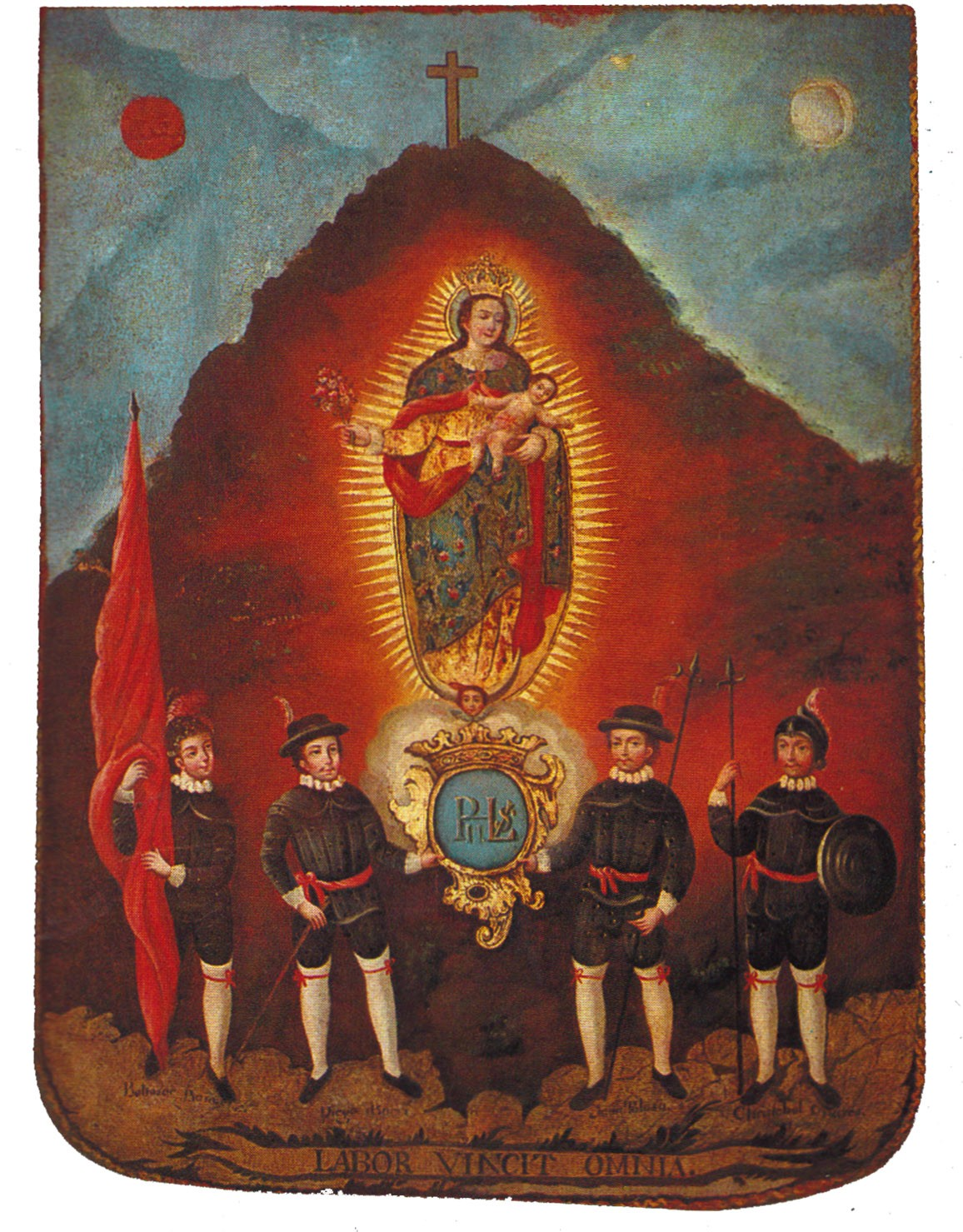
Pendón original de la ciudad de Zacatecas otorgado por Felipe II al otorgarle el título de ciudad. En él se muestran los cuatro fundadores. El motivo del pendón se sigue manteniendo en el escudo actual de la ciudad.

## Trayectoria en la Nueva España
Viajó junto a su madre y sus hermanos de Sevilla a Cartagena de Indias hacia 1538, y luego a Veracruz, pasando a establecerse en la Ciudad de México donde sirvió, junto con su hermano Diego, como paje del virrey Antonio de Mendoza, a quien acompañó a la pacificación de Amilten y Juchipila. 
Pasó a residir a Guadalajara, capital del Reino de la Nueva Galicia, donde tomó contacto con Cristóbal de Oñate, quien lo propuso a Juan de Tolosa y a Diego de Ibarra como capitán de la expedición que culminaría en la fundación de las minas de Zacatecas hacia 1548, descubiertas por Juan de Tolosa dos años antes, y que se convertirían en las mayores productoras de plata de la Nueva España durante el siglo XVI.
Ya en 1550, Baltasar de Temiño figura como uno de los principales propietarios de minas y haciendas de beneficio de la zona, en diversos años ejerció el cargo de Diputado de Minas.
Hacia 1570 se le nombró teniente de capitán general del Reino de la Nueva Galicia, con la encomienda de detener los constantes ataques de los chichimecas. Ostentó este puesto por pocos años, pues los costes para mantener y equipar el ejército que había formado le arruinaron, pero durante ese tiempo obtuvo buenos resultados pues frenó los ataques, consiguiendo que cerca de 400 pasasen a ser habitantes del asentamiento.
Tras esta etapa volvió a dedicarse a las tareas mineras y administrativas, y en 1577 fue nombrado procurador general para llevar a cabo todas las mejoras necesarias en Zacatecas. Fue en esta época en la que se construyó el ayuntamiento, se construyó la torre en la que se puso un reloj y campanas, se amplió la iglesia parroquial y se reparó la techumbre. Gracias a su gestiones en la corte, el rey Felipe II le otorgó a Zacatecas el título de ciudad.
Habiendo antes fundado capilla para su enterramiento y el de su familia en la iglesia parroquial (actual catedral), falleció en la misma ciudad de Zacatecas en el año de 1600.

## Matrimonio y descendencia
Contrajo matrimonio alrededor de 1573 en la ciudad de Zacatecas con María de Zaldívar y Mendoza, hija de Juan de Zaldívar y Oñate, regidor y alcalde ordinario de Guadalajara (hermano de Vicente de Zaldívar y Oñate, teniente de capitán general de la Nueva España, sobrinos de Cristóbal de Oñate) y de Marina de Mendoza (hija de Luis Marín, conquistador de México, y de María de Mendoza y Arellano).
Fueron padres de:
- Diego Ruiz de Temiño, regidor y depositario general de Zacatecas. Casado con su prima Catalina de Oñate y Rivadeneyra, hija de Alonso de Oñate y Salazar (hermano de Juan de Oñate e hijo de Cristóbal de Oñate) y de Inés de RIvadeneyra.
- Baltasar de Temiño
- Marina de Temiño
- Francisca de Temiño
- María de Temiño
- Dionisio Bañuelos (posiblemente hijo natural, no aparece en la declaración de Baltasar de 1589 donde declara a todos sus hijos legítimos).